# Edgardo Meléndez
Edgardo Josué Meléndez Chacón (La Ceiba, Departamento de Atlántida, Honduras, 11 de septiembre de 1993) es un futbolista hondureño. Juega de portero y su equipo actual es el Platense de la Liga Nacional de Honduras.

## Trayectoria
El 13 de enero de 2017, de la mano de Milton Palacios, llegó a Motagua procedente del Olimpia Occidental (Liga de Ascenso de Honduras ). Tras haber disputado dos juegos con la reserva, a finales de febrero se incorporó al primer equipo y firmó su primer contrato profesional. Durante el Clausura 2018, tras la cesión de Marlon Licona a Honduras Progreso, pasó a ser el tercer portero del club Azul Profundo (detrás de Jonathan Rougier y Harold Fonseca). 
Tres años en el club azul, sin tener oportunidad de juego,El Platense de  Puerto Cortes le abre las puertas para el torneo apertura 2020/2021.

## Clubes
| Club               | País     | Año  |
| ------------------ | -------- | ---- |
| Olimpia Occidental | Honduras | 2017 |

| Club    | País     | Año         |
| ------- | -------- | ----------- |
| Motagua | Honduras | 2017 - 2020 |

| Club     | País     | Año         |
| -------- | -------- | ----------- |
| Platense | Honduras | 2020 - 2021 |

## Palmarés

### Campeonatos nacionales
| Título                | Club    | País     | Año  |
| --------------------- | ------- | -------- | ---- |
| Torneo Clausura       | Motagua | Honduras | 2017 |
| Supercopa de Honduras | Motagua | Honduras | 2017 |
| Torneo Apertura       | Motagua | Honduras | 2018 |
| Torneo Clausura       | Motagua | Honduras | 2019 |